# Kompass ohne Norden
Kompass ohne Norden ist das elfte Soloalbum des Berliner Rappers Prinz Pi. Es erschien am 12. April 2013 über sein Independent-Label Keine Liebe Records als Standard-, Premium- und Amazon-Edition, inklusive DVD, Buch, Autogrammkarte und T-Shirt.

## Inhalt
Das Album entstand in einem Prozess über längere Zeit. Textlich ist es überwiegend sehr tiefgründig gehalten. So befasst sich der erste Song mit der Erwartungshaltung im Leben auf den Punkt, an dem es endlich richtig losgeht, der jedoch nie erreicht wird. Andere Themen sind die Bevorzugung der Jugend gegenüber dem Erwachsensein in der heutigen Gesellschaft sowie verschiedene Emotionen, vor allem Liebe.

## Produktion
Die Instrumentals des Albums wurden überwiegend von Matthias Millhoff und David Poltrock komponiert. Prinz Pi selbst wirkte an drei Beats mit. Jeweils ein Instrumental stammt von Sam Exzellent und Valencia. Produktion, Mix und Mastering aller Titel übernahm Matthias Millhoff.

## Gastbeiträge
Der einzige Gastauftritt des Albums stammt von dem Rapper Casper, der bei dem Lied 100X zu hören ist.

## Titelliste
| Professionelle Bewertungen | Professionelle Bewertungen |
| -------------------------- | -------------------------- |
| Kritiken                   |                            |
| Quelle                     | Bewertung                  |
| laut.de                    | [ 3 ]                      |
| Backspin                   | [ 4 ]                      |
| rap.de                     | [ 5 ]                      |
| hiphop.de                  | [ 6 ]                      |
| rappers.in                 | [ 7 ]                      |

| #  | Titel                            | Gastmusiker | Produzent                      | Länge |
| -- | -------------------------------- | ----------- | ------------------------------ | ----- |
| 1  | Fähnchen im Wind                 |             | Sam Exzellent                  | 4:23  |
| 2  | Moderne Zeiten                   |             | Matthias Millhoff              | 3:22  |
| 3  | Kompass ohne Norden              |             | Prinz Pi und Matthias Millhoff | 4:12  |
| 4  | Frühstücksclub der toten Dichter |             | Valencia                       | 4:26  |
| 5  | 100X                             | Casper      | Prinz Pi und Matthias Millhoff | 4:03  |
| 6  | Glück                            |             | Prinz Pi und Matthias Millhoff | 3:33  |
| 7  | Säulen der Gesellschaft          |             | David Poltrock                 | 4:29  |
| 8  | Rost                             |             | Matthias Millhoff              | 4:54  |
| 9  | Ende Blut, alles Blut            |             | David Poltrock                 | 4:13  |
| 10 | Schwarze Wolke                   |             | Matthias Millhoff              | 3:03  |
| 11 | Die letzte Ex                    |             | David Poltrock                 | 4:02  |
| 12 | Asoziale Kontakte                |             | David Poltrock                 | 3:48  |
| 13 | Unser Platz                      |             | Matthias Millhoff              | 5:17  |

Bonus-Songs der Premium-Edition:
| #  | Titel             | Gastmusiker | Produzent      | Länge |
| -- | ----------------- | ----------- | -------------- | ----- |
| 14 | Schiefe Pyramiden |             | David Poltrock | 3:46  |
| 15 | Dumm              |             | David Poltrock | 4:10  |

Bonus-Song der Amazon-Edition:
| #  | Titel                     | Gastmusiker | Länge |
| -- | ------------------------- | ----------- | ----- |
| 16 | 100X (Whizz Vienna Remix) |             | 3:37  |

Bonus-Song der iTunes-Edition:
| #  | Titel      | Gastmusiker | Länge |
| -- | ---------- | ----------- | ----- |
| 16 | Der Schrei |             | 3:27  |

Bonus-DVD:
| #  | Titel                  |
| -- | ---------------------- |
| 1  | Du bist                |
| 2  | Interview              |
| 3  | Glück                  |
| 4  | Fähnchen im Wind       |
| 5  | Kompass ohne Norden    |
| 6  | Interview              |
| 7  | Wir bleiben immer Anti |
| 8  | Generation Porno       |
| 9  | Rand II                |
| 10 | Interview              |
| 11 | Spring                 |
| 12 | Gib dem Affen Zucker   |
| 13 | Interview              |
| 14 | Laura                  |
| 15 | 3 Minuten              |
| 16 | Interview              |

## Singleauskopplung
Bereits am 28. Dezember 2012 erschien mit Unser Platz die erste Single des Albums zum Download. Sie konnte sich für eine Woche auf Rang 54 in den deutschen Charts platzieren. Die zweite Single 100X erschien am 1. März 2013 zum Download, wurde im Internet als Musikvideo veröffentlicht und belegte eine Woche lang Position 50 der deutschen Charts. Am 29. März 2013 feierte ein weiteres Video zum Song Glück Premiere im Internet, der für eine Woche Platz 68 in den deutschen Charts erreichte. Ein weiteres Musikvideo zum Titeltrack Kompass ohne Norden wurde am 19. April 2013 veröffentlicht. Der Song wurde nicht offiziell als Single ausgekoppelt, stieg aber aufgrund hoher Downloadzahlen auf Rang 82 in die deutschen Charts ein und hielt sich zwei Wochen in den Top 100. Außerdem erschien am 29. Juli 2013 ein Video zum Lied Fähnchen im Wind.

## Kommerzieller Erfolg

### Chartplatzierungen
Kompass ohne Norden stieg auf Platz eins in die deutschen Albumcharts ein, was für Prinz Pi die erste Spitzenposition seiner Karriere bedeutet. In der zweiten Woche fiel der Tonträger auf Rang neun. Insgesamt konnte sich das Album 19 Wochen in den Top 100 halten. Darüber hinaus erreichte das Album ebenfalls die Chartspitze der deutschen Independentcharts. 2013 platzierte sich das Album auf Rang 71 der deutschen Album-Jahrescharts.
| ChartsChartplatzierungen | Höchstplatzierung | Wochen |
| ------------------------ | ----------------- | ------ |
| Deutschland (GfK)        | 1 (19 Wo.)        | 19     |
| Österreich (Ö3)          | 4 (4 Wo.)         | 4      |
| Schweiz (IFPI)           | 5 (4 Wo.)         | 4      |

| ChartsJahrescharts (2013) | Platzierung |
| ------------------------- | ----------- |
| Deutschland (GfK)         | 71          |

### Auszeichnungen für Musikverkäufe
| Land/Region        | Auszeichnungen für Musikverkäufe (Land/Region, Auszeichnung, Verkäufe) | Verkäufe |
| ------------------ | ---------------------------------------------------------------------- | -------- |
| Deutschland (BVMI) | Gold                                                                   | 100.000  |
| Insgesamt          | 1× Gold ·                                                              | 100.000  |